# Hans-Martin Scholder
Hans-Martin Scholder (* in Münsingen, Baden-Württemberg) ist ein deutscher Bühnenbildner, Szenograf, Grafiker, Designer und Regisseur. Seine Projekte und Arbeiten bewegen sich frei zwischen Malerei, Bildhauerei, Design, Architektur und Aktionskunst. Er lehrt in Frankfurt am Dr. Hoch’s Konservatorium als Dozent für Darstellendes Spiel und ist Lehrer am Heinrich-von-Gagern-Gymnasium.

## Leben
Scholder ließ sich zunächst als Grafiker ausbilden, bevor er eine Ausbildung im Architekturbüro und Atelier von Hanns und Knut Lohrer, in Stuttgart-Bergheim erhielt. In dieser Zeit freie Mitarbeit in der Ausstellungsarchitektur wie z. B. szenische Flächen und Räume bei den Projekten: Fedeau Container für das Centre Pompidou in Paris, Neugestaltung des Mercedes-Benz-Museum in Stuttgart, inszenierte Räume für die Napoleon-Ausstellung, Mitarbeit bei der Gestaltung des Internationalen Design-Kongress und szenische Räume für das Museum für Technik und Arbeit in Mannheim. Zusammentreffen mit dem Künstler Dieter Roth. Von 1985 bis 1990 Studium an der Akademie der Bildenden Künste Stuttgart, Bühnenbild und Kostümbild bei Jürgen Rose, Malerei, Kunstgeschichte und Philosophie.
Unter dem Einfluss seiner Lehrer Jürgen Rose, Dieter Groß und Knut Lohrer wandte er sich der Architektur, der Malerei und dem Theater zu, wobei er zunächst mehr dem ersten zuneigte. 1988 unternahm er erste Studienreisen nach New York, besuchte ebenso die Städte Kairo, Jerusalem, Venedig, Boston und Los Angeles, danach Wien, Moskau und London.
1989 wurde er von Jürgen Rose und später von Robert Wilson als persönlicher Assistent verpflichtet. Wilson prägte Scholders puristisch pointierte Gestaltungsart, seine „visuelle Entschiedenheit“, wie er selbst es nannte. Nach zweijähriger Assistententätigkeit unter anderem bei den Salzburger Festspielen, am Tschechow-Kunsttheater Moskau und der Schaubühne am Lehniner Platz in Berlin erhielt er sein erstes eigenes Engagement am Opernhaus Zürich mit der Oper Don Carlos, in der Regie von Nikolaus Lehnhoff. Seit 1989 arbeitet er in Berlin als freischaffender Bühnenbildner mit vielen Regisseuren, Choreografen und Dirigenten wie: Lehnhoff, John Neumeier, Peter Stein, Marc Albrecht, Ádám Fischer, Renate Ackermann, Friedrich Meyer-Oertel, Verena Weiss, Hellmuth Matiasek, Ivan Liska, Konstanze Lauterbach, Thomas Krupa, Karin von Aroldingen, Thomas Langhoff und den Komponisten Detlev Glanert, Cornelius Pöpel, 1999 zusammentreffen mit Karlheinz Stockhausen, 2017 mit Bazon Brock.
Seit 1990 ist er freischaffender Künstler. Er entwirft experimentelle Raum- und Figurenkonzepte und ist als Grafiker, Szenograf und Installationskünstler tätig. Daneben übernimmt er Aufträge für Bühnen- und Kostümbild für Oper, Schauspiel, Ballett, experimentelle Musik und Performance. Neben seinen Theaterarbeiten ist Scholder als Maler, Zeichner und Designer tätig aber auch als Dozent und Lehrer an verschiedenen Schulen und Hochschulen. Seit 2008 ist Scholder Dozent an der Hochschule Ansbach im Studiengang Multimedia und Kommunikation und am Dr. Hoch’s Konservatorium (Darstellendes Spiel) in Frankfurt am Main. Seit 2002  leitet er verschiedene Workshops und Seminare unter anderem an der Technischen Universität Delft, der Hochschule für Gestaltung in Detmold und beim Deutschen Werkbund. Außerdem unterrichtet er am Heinrich-von-Gagern-Gymnasium in Frankfurt am Main das Fach Kunst.
2002 siedelt Scholder von Berlin nach Frankfurt am Main über und begann hier bald auch mit eigenen Arbeiten als Regisseur. An der Oper Bozen und Oper Rovigo kamen 2007 mit der Matthäuspassion von Johann Sebastian Bach zusammen mit dem Choreografen Ismael Ivo – Scholders erste eigene Inszenierungen auf die Bühne. Weitere eigene Regiearbeiten sind seitdem in Frankfurt in den verschiedensten Projekten entstanden. Die über seine Malerei und Modellarbeit entwickelte Bühnenarbeit, bei der er später Regisseur, Bühnenbildner und Lichtdesigner zugleich war, entwickelte er zu einem genreübergreifenden Geschehen zwischen Tanz, Theater und Performance.
Weitere Wirkungsstätten Scholders sind, Nationaltheater Mannheim, Salzburger Festspiele, Staatsoper Hamburg, Königliche Oper Stockholm, Schaubühne Berlin, Opernhaus Zürich, Oper Leipzig, Opera du Rhin Strasbourg, Oper Frankfurt, Theater Bremen, Staatstheater Darmstadt, Oper Colmar, Oper Mulhouse, Bayerische Staatsoper München, Machat-Theater Moskau, Oper Luzern, Festspiele Baden-Baden.
Zitate:
Adolphe Appia
„Wir wollen auf der Bühne die Dinge nicht mehr so sehen, wie wir wissen, daß sie sind, sondern so, wie wir sie empfinden.“
Thomas Mausbach
„Scholder hebt sich über traditionelle Bühnenbildnerei hinaus. Er stimmt sein Werk auf spitzfindig kluge Weise in allen Details auf die Dramaturgie der Aufführungen ab, [...], ich schaue seine Arbeiten gerne an.“

## Bühnenarbeiten (Auswahl)
- 1987: Bartok/Aantekieningen Bühnenbild-Mitarbeit Tanztheater Choreografie, Anne Teresa De Keersmaeker, Theater der Welt Stuttgart.
- 1989: Die Zeit und das Zimmer von Bodo Strauß, Bühnenbild-Mitarbeit, Regie Luc Bondy, Bühne Richard Peduzzi, Schaubühne am Lehniner Platz Berlin
- 1990: Der Kirschgarten / A. P.Tschechow, Bühnenbild-Mitarbeit, Regie Peter Stein, Kostüme Moidele Bickel, Machat-Künstlertheater, Moskau USSR
- 1990: Die Jüdin in Toledo von Franz Grillparzer, Bühnenbild-Mitarbeit, Regie Thomas Langhoff, Salzburger Festspiele, Salzburg / Austria
- 1991: Amphitryon Heinrich von Kleist, Bühnenbild-Mitarbeit, Regie Klaus Michael Grüber, Schaubühne am Lehniner Platz Berlin
- 1991: Roberto Zucco von B.M. Koltes, Bühnenbild-Mitarbeit, Regie Peter Stein, Schaubühne am Lehniner Platz Berlin
- 1991: Die Antigone des Sophokles von Bertolt Brecht, Bühnenbild-Mitarbeit, Regie Jean Marie Straub, Schaubühne am Lehniner Platz Berlin
- 1991: Der einsame Weg von Arthur Schnitzler, Bühnenbild-Mitarbeit, Regie Andrea Breth, Kostüme Susanne Raschig, Schaubühne am Lehniner Platz
- 1992: Die Sommergeschwister von Cesare Lievi, Bühnenbild-Mitarbeit, Regie, Cesare Lievi, Schaubühne am Lehniner Platz in Berlin
- 1992: Malady of Death von Marguerite Duras, Bühnenbild-Mitarbeit, Regie Robert Wilson, Kostüme Frida Parmiggani, Schaubühne am Lehniner Platz Berlin
- 1992: Bühnenbild zur Oper Don Carlos von Giuseppe Verdi, Opernhaus Zürich, Musikalische Leitung Ádám Fischer, Regie Nikolaus Lehnhoff
- 1993: Bühnenbild zur Oper Thaïs von J. Massenet, Oper St. Gallen, Musikalische Leitung Patrik Fournillier, Regie Franz Winter
- 1994: Bühnenbild zur Oper Manon von Jules Massenet, Oper am Gärtnerplatz in München, Musikalische Leitung Reinhard Schwarz, Regie Hellmuth Matiasek
- 1994: Bühnenbild zur Oper Salome von Richard Strauss, Oper Leipzig, Musikalische Leitung Jiri Kout, Regie Nikolaus Lehnhoff, Kostüme Jorge Jara
- 1995: Bühnenbild zur Oper Tosca von G. Puccini Nationaltheater Mannheim, Musikalische Leitung Jun Märkl, Regie Renate Ackermann
- 1995: Bühnenbild zur Oper Lucia di Lammermoor, Gaetano Donizetti, Opera du Rhin Strasbourg, Musikalische Leitung Giuliano Carella, Regie Renate Ackermann
- 1996: Bühnenbild zur Oper Wozzeck von Alban Berg, Staatstheater Darmstadt, Musikalische Leitung Marc Albrecht, Regie Friedrich Meyer-Oertel
- 1998: Szneografie zur Oper Die Zauberflöte, von W. A. Mozart am Staatstheater Darmstadt, Musikalische Leitung Brochhagen, Regie Friedrich Meyer-Oertel
- 1998: Bühnenbilder des John Neumeierballett Vivaldi / Was ihr wollt, A. Vivaldi und W. Shakespeare, Choreographie und Regie John Neumeier, Königliche Oper Stockholm
- 1998: Szenografie zur Oper Moses und Aron von Arnold Schönberg, Staatstheater Darmstadt, Musikalische Leitung Marc Albrecht, Regie Friedrich Meyer-Oertel
- 1999: Szenografie zur Oper Die Frau ohne Schatten, Richard Strauss, Staatstheater Darmstadt, Musikalische Leitung Marc Albrecht, Regie Friedrich Meyer-Oertel
- 2000: Szenografie zur Oper Tristan und Isolde von Richard Wagner, Staatstheater Darmstadt, Musikalische Leitung, Marc Albrecht, Regie Friedrich Meyer-Oertel
- 2001: Szenografie und Bühnenbild zur Oper Don Giovanni, W. A. Mozart, Oper Mönchengladbach, Musikalische Leitung, Anthonny Bramall, Regie Thomas Krupa
- 2002: Szenografie und Kostüme zum Ballett Balanchine, Bayerische Staatsoper München, Musikalische Leitung Gabriel Felz, Choreografie George Balanchine/Ivan Liška/Karin von Aroldingen
- 2003: Szenografie und Kostüme zur Oper Macbeth von Giuseppe Verdi, Oper Freiburg, Musikalische Leitung Erico Fresis, Regie Thomas Krupa
- 2003: Szenografie zur Oper Der Freischütz von Carl Maria von Weber, Oper Darmstadt, Musikalische Leitung Stefan Blunier, Regie Friedrich Meyer-Oertel
- 2004: Szenografie zur Oper Le Nozze di Figaro, Mozart, Oper Dortmund, Musikalische Leitung Dirk Kaftan, Regie Thomas Krupa
- 2005: Szenografie zum Opernprojekt Die drei Rätsel von Detlev Glarnert, Oper Frankfurt Musikalische Leitung, Hogen Yun, Regie Saskia Bladt
- 2007: Regie, Bühnenbild, Kostüme für die Matthäuspassion von Bach, an der Oper Bozen und an der Oper Rovigo, Musikalische Leitung, Claudio Astronio, Video Daniel Kohl, Bozen und Rovigo
- 2007: Regie, Bühnenbild, Kostüme zur Oper Brundibár von Hans Krasa, Musikalische Leitung Helmut Bartel, Hochschule für Musik und Darstellende Kunst, Frankfurt
- 2007: Regie, Bühnenbilder zum französischen Musical Émilie Jolie von Claude Platel, Frankfurt
- 2008: Regie, Szenografie und Kostüme für das Schauspiel Saviano/Rushdie, Frankfurt
- 2009: Szenografie und Kostüme, Lichtdesign zum Ballett Undine von Hans Werner Henze, Volkstheater Rostock, Choreografie Fladimir Fedianin
- 2010: Szenografie und Kostüme für die Oper Elektra von Richard Strauss, Oper Bozen, Oper Modena, Oper Piacenca, Oper Ferrara, Musikalische Leitung Gustav Kuhn
- 2011: Bühnenbilder zur Oper Salome von Richard Strauss, Festspielhaus Baden-Baden, Musikalische Leitung Stefan Soltesz, Regie Nikolaus Lehnhoff
- 2012: Bühnenbilder zur Oper Aida von Giuseppe Verdi, Oper Braunschweig, Musikalische Leitung Alexander Joel, Regie Konstanze Lauterbach
- 2013: Regie, Szenografie und Kostüme für die Opern-Performance Mozart Fragmente, Hochschule Frankfurt
- 2014: Regie, Szenografie und Kostüme für die Oper Hänsel und Gretel, Hochschule Frankfurt
- 2015: Regie, Szenografie und Kostüme für das Schauspiel Der Kirschgarten von A.Tschechow, Frankfurt
- 2017: Regie, Szenografie und Kostüme für das Schauspiel Der Streit von Marivaux, Frankfurt
- 2018: Regie, Szenografie und Kostüme für das Schauspiel Medea von Euripides, Frankfurt

## Einzel- und Gruppenausstellungen: (Auswahl)
- 1985: Das große Essen, Götzenturm Heilbronn/Stuttgart, Gruppenausstellung, Akademie der Bildenden Künste Stuttgart, Malklasse Dieter Groß
- 1986: Der weiße Raum/oder Impromptu Nr. 1, Ölskizzen, Großtableaus, Environments, Zeichnungen, Fotos; Gruppenausstellung Akademie der Bildenden Künste, Bleyle-Gelände in Stuttgart
- 1987: Künstlerbücher, Zeichnungen und Design auf Schloss Sigmaringen, Ausstellung der Akademie der Bildenden Künste Stuttgart
- 1989: Szenen, Räume und Kostüme zur Oper Die Erschöpfung der Welt von Mauricio Kagel, Zeichnungen, Video Gruppenausstellung der Bühnenbildklasse der Akademie der Bildenden Künste Stuttgart, Zentrum Waiblingen
- 1996: Zur Oper Wozzeck von Alban Berg Bühnenbildmodelle, Zeichnungen, Lichtkonzept, Fotografien, Darmstadt
- 2002: Ausstellung und Gesamt – Installation, Entwürfe, Zeichnungen, Fotografischer Zyklus, Szenografien, Video und Environments und Realisierung der Performance Musikabbau, im Bergwerk Rammelsberg in Goslar
- 2008: Skizzen, Figurationen, Animationen, Design im Schloss Gnadenthal, Kleve anlässlich des Architektur-Werbundsymposiums, Deutscher Werkbund in NRW
- 2009: Ausstellung und Performance Metamorphosen-Ovid; Skizzen, Malerei, Grafik, Collage, Video; Arbeiten von 1990–2009 in der Galerie Projektraum 25, zusammen mit der Choreografin Verena Weiss und Dirk Knickhoff, Kleve